# Boscawen
Boscawen és una població dels Estats Units a l'estat de Nou Hampshire. Segons el cens del 2000 tenia 3.672 habitants.

## Demografia
Segons el cens del 2000, Boscawen tenia 3.672 habitants, 1.260 habitatges, i 913 famílies. La densitat de població era de 57,3 habitants per km².
Dels 1.260 habitatges en un 35,1% hi vivien nens de menys de 18 anys, en un 55% hi vivien parelles casades, en un 12,7% dones solteres, i en un 27,5% no eren unitats familiars. En el 21,3% dels habitatges hi vivien persones soles el 7,9% de les quals corresponia a persones de 65 anys o més que vivien soles. El nombre mitjà de persones vivint en cada habitatge era de 2,57 i el nombre mitjà de persones que vivien en cada família era de 2,97.
Per edats la població es repartia de la següent manera: un 22,9% tenia menys de 18 anys, un 7,7% entre 18 i 24, un 29,2% entre 25 i 44, un 21,7% de 45 a 60 i un 18,5% 65 anys o més.
L'edat mediana era de 39 anys. Per cada 100 dones de 18 o més anys hi havia 89,4 homes.
La renda mediana per habitatge era de 42.524$ i la renda mediana per família de 45.850$. Els homes tenien una renda mediana de 31.350$ mentre que les dones 23.375$. La renda per capita de la població era de 18.732$. Entorn del 5,4% de les famílies i el 7,5% de la població estaven per davall del llindar de pobresa.